# Cyperus limosus
Cyperus limosus är en halvgräsart som beskrevs av Carl Maximowicz. Cyperus limosus ingår i släktet papyrusar, och familjen halvgräs. Inga underarter finns listade i Catalogue of Life.